# Boris Johnson
Alexander Boris de Pfeffel Johnson (Nueva York, 19 de junio de 1964), conocido como Boris Johnson, es un político y periodista británico. Fue líder del Partido Conservador y primer ministro del Reino Unido desde 2019 hasta 2022.
Fue alcalde de Londres desde 2008 hasta 2016. Se convirtió en una de las figuras prominentes a favor de la salida del Reino Unido de la Unión Europea (brexit), que sería la opción triunfadora en el referéndum de 2016. Inmediatamente y tras declinar su candidatura para suceder a David Cameron como líder del Partido Conservador y, por consiguiente, y para ser el nuevo primer ministro del Reino Unido, el 13 de julio de 2016 fue nombrado secretario de Estado para Relaciones Exteriores y de la Mancomunidad en el primer Gabinete formado por la entonces primera ministra, Theresa May.
Cuando en 2019 May anunció su renuncia como líder del Partido Conservador, Johnson se postuló y ganó la elección partidaria. En las elecciones generales de 2019, Johnson llevó al Partido Conservador a su mayor victoria parlamentaria desde 1987, obteniendo el 43,6 % de los votos, el mayor porcentaje obtenido por algún partido desde 1979, ejerciendo en el cargo de primer ministro desde el 24 de julio de ese año. Bajo su gobierno se logró un acuerdo que permitió que el Brexit se concretase el 31 de enero de 2020.
Tras una gran cantidad de escándalos dentro de su equipo de gobierno, Boris Johnson anunció su dimisión como líder del partido conservador el 7 de julio de 2022.
El 19 de junio de 2023 la Cámara de los Comunes aprobó un informe que declaraba que Johnson en cinco ocasiones había mentido deliberadamente al Parlamento, una de las transgresiones más graves según el sistema Westminster de gobierno. Con la aprobación del informe Johnson perdió el derecho de entrar en el Parlamento en condición de exdiputado y de no haber renunciado habría sido suspendido por 90 días, además de tener que someterse a una elección especial en la que sus constituyentes decidirían si permanecía en su escaño.

## Biografía
Nació en el barrio Upper East Side de Manhattan (Nueva York), de padres británicos, con nacionalidad doble. En 2015 renunció a su ciudadanía estadounidense. Su padre es Stanley Johnson y su madre es Charlotte Johnson Wahl. Entre sus tres hermanos se destacan Rachel y Jo. Durante su niñez sufría de sordera y necesitó varias cirugías para insertarle tubos de timpanostomía en los oídos.
Estudió Clásicos en la Universidad de Oxford y comenzó su carrera como periodista en The Times, de donde fue despedido por inventarse una cita y luego trabajó en el Express & Star de la ciudad de Wolverhampton. En 1989 fue enviado por The Daily Telegraph a Bruselas como corresponsal para la Unión Europea (UE).  Su artículo «El Plan Delors para gobernar Europa» le convirtió en el periodista favorito de la primera ministra Margaret Thatcher, aunque su relación con el sucesor de Thatcher, John Major, fue mucho más controvertida.
En 1999 fue nombrado director de The Spectator.[cita requerida]

### Carrera política
Como MP de 2001 a 2008 fue devuelto por el electorado de Henley a la cámara de los Comunes. Fue elegido alcalde de Londres en las elecciones del 5 de mayo de 2008 derrotando a Ken Livingstone, anterior alcalde. Johnson fue reelegido alcalde por un segundo mandato el 4 de mayo de 2012.
En 2001 fue elegido para representar la circunscripción de Henley en el parlamento del Reino Unido. Durante el año 2004 sirvió como vicepresidente del partido Conservador.  En 2005, el nuevo líder del partido, David Cameron, eligió a Johnson para el puesto de Shadow Minister (portavoz de la Oposición Parlamentaria) de Educación Universitaria.
En 2006 Johnson fue criticado por una relación romántica con una periodista de 29 años. Sin embargo, el líder del partido Conservador, David Cameron, dijo a la prensa que Johnson «continuará en su puesto». Se hizo público que había sido padre en 2009 de una niña de una relación adúltera con Helen Mcintyre, una consultora de arte.
El 16 de julio de 2007 Johnson anunció su intención de ser el candidato conservador a la alcaldía de Londres. Su candidatura fue confirmada por el partido el 27 de septiembre, y Johnson dimitió como diputado por Henley.
Fue elegido el 2 de mayo de 2008 por 1 168 738 votos frente a los 1 028 966 del hasta entonces alcalde, Ken Livingstone. Fue reelegido para el cargo en el año 2012. Johnson no se presentó para un tercer mandato para la alcaldía de Londres y renunció el 5 de mayo de 2016 tras la elección del exministro de Transporte, Sadiq Khan. Cuando Johnson dejó el cargo su popularidad aún era alta, según una encuesta de YouGov encargada al final de su mandato que reveló que el 52 % de los londinenses creía que hizo un "buen trabajo" como alcalde de Londres, mientras que solo el 29 % señalaba que había hecho un "mal trabajo".
Desde 2015 es diputado en la Cámara de los Comunes por el circunscripción de Uxbridge y South Ruislip en Gran Londres.
Tras el referéndum europeo del 23 de junio de 2016, en el cual la mayoría de los británicos votaron salir de la UE, ante la decisión de Michael Gove, ministro de Justicia del Reino Unido, de presentarse como candidato para la dirección del Partido Conservador y como primer ministro, decidió apoyar a Andrea Leadsom.
Apenas dos años después de su designación como ministro, el 9 de julio de 2018 presentó su dimisión a la primera ministra Theresa May. Las razones de su dimisión parecen estribar precisamente en la gestión que May hizo durante el proceso de la salida británica de la Unión Europea, que generó un intenso malestar entre los euroescépticos más duros.

### Primer ministro del Reino Unido
El 24 de julio de 2019 se convirtió en el primer ministro del Reino Unido tras recibir el encargo formal de la reina Isabel II para formar gobierno.
En las elecciones generales del Reino Unido de 2019 celebradas el 12 de diciembre consiguió para los conservadores una gran victoria, la mayor desde la época de Margaret Thatcher. Entre tanto se logró un acuerdo que permitió que el Brexit se concretase el 31 de enero de 2020. Desde entonces, se desarrollan las negociaciones sobre la futura relación comercial con la Unión Europea, mientras los Estados miembros de la organización europea toman varias medidas enmarcadas dentro su la refundación post-Brexit.
El 27 de marzo de 2020, Johnson anunció a través de su cuenta de Twitter que era portador de COVID-19, por lo que anunció que se recluiría en su casa.  El 5 de abril de 2020, ingresó en el Hospital Saint Thomas de Londres por los efectos de COVID-19, y se le auxilió con oxígeno, pues tenía dificultades para respirar y el día siguiente es trasladado a la unidad de cuidados intensivos por la agravación de sus síntomas. Recuperado tras su convalecencia, retomó las riendas del gobierno a finales de ese mismo mes.
Boris Johnson anunció en noviembre de 2020 su decisión de aumentar el presupuesto del Ejército británico en un 10 % (o 16 500 millones de libras) en los próximos cuatro años. En ese momento, la cifra ascendía a unos 41 500 millones de libras esterlinas al año. El primer ministro dijo: "Hemos decidido que la era de los recortes ha terminado. Este dinero extra] nos permitirá tener un gasto militar de al menos el 2,2 % de nuestro producto interior bruto [PIB]: más que nuestro compromiso con la OTAN, más que cualquier otro país europeo y más que cualquier otro país de la Alianza Atlántica aparte de Estados Unidos". El gobierno decidió en 2021 aumentar su arsenal de cabezas nucleares en un 45 % (de 180 a 260), justificando esta decisión por la "amenaza activa" que supone Rusia.

#### Controversias
En diciembre de 2021, la prensa británica reveló que Boris Johnson había organizado una fiesta con decenas de personas en el número 10 de Downing Street el día de Navidad del año anterior, a pesar de que su gobierno había prohibido a los británicos asistir a reuniones familiares y funerales. El 11 de enero de 2022, los medios de comunicación informaron de que en mayo de 2020 se había celebrado una fiesta en el jardín de la residencia de Boris Johnson con varios miembros del personal y asesores ministeriales. El 12 de enero, durante una sesión en el parlamento, el primer ministro reconoció su presencia en estas fiestas y pidió disculpas. La oposición pidió entonces su dimisión. Esto fue duramente criticado tanto por miembros del Partido Conservador como del Partido Laborista.
El gobierno ya estaba debilitado por las revelaciones sobre el acceso privilegiado a los ministros por parte de empresarios que hacían grandes donaciones al Partido Conservador, así como por los grandes contratos públicos adjudicados en secreto a familiares de miembros del gobierno y el escándalo de los grupos de presión que implican a diputados y ministros. El ex primer ministro conservador John Major calificó al gobierno de Johnson de "corrupto".
Un informe de la Oficina Nacional de Auditoría (National Audit Office) publicado en noviembre de 2020 reveló que el Gobierno adjudicó contratos relacionados con la pandemia por valor de 18.000 millones de libras a empresas privadas de forma opaca y, en ocasiones, con conflicto de intereses. Personas próximas a miembros del Gobierno, incluida el ministro de Sanidad, obtuvieron discretamente contratos públicos y ganaron millones de libras, lo que levantó sospechas de amiguismo.
Después de haber sido sindicado por haber organizado una fiesta en plena Pandemia por COVID-19 en Downing Street conocido como el Partygate y haciendo caso omiso al duelo que vivía el país durante el fallecimiento del príncipe Felipe de Edimburgo en abril del 2021, fue cuestionado por sus partidarios y rivales, por el cual el Parlamento inglés, realizó una moción de censura del cargo de primer ministro, a la cual sobrevivió por un escaso margen.

#### Crisis política de 2022
En enero de 2022 la policía metropolitana de Londres anunció que había abierto una investigación formal para investigar las reuniones que se habían llevado a cabo durante la pandemia de COVID-19 en Downing Street, de igual manera se anunció que la funcionaria Sue Gray lideraría en paralelo una investigación interna. El reporte final de Gray, develado en mayo del 2022, reveló que varias reuniones habían tenido lugar en el número 10 de Downing Street entre mayo de 2020 y abril de 2021, en donde los asistentes además de no respetar los protocolos sanitarios impuestos por la COVID-19 mostraron actitudes reprobables hacia el personal de limpieza y seguridad. Los resultados de la investigación causaron gran indignación entre la población británica impactando la popularidad del gobierno de Johnson.
En mayo de ese mismo año se celebraron elecciones municipales en las que el Partido Conservador, al cual pertenece Johnson, fue castigado por el electorado británico aún molesto por los escándalos recientes del exmandatario perdiendo bastiones históricos ante el Partido Laborista. El desastroso resultado en las elecciones y la pérdida de confianza de los conservadores en el liderato de Johnson orillaron al Partido Conservador a celebrar una votación interna para evaluar la continuidad del entonces primer ministro al frente del partido, ganando por un pequeño margen, no obstante el estallido de las acusaciones en contra del diputado conservador Chris Pincher por conductas sexuales inapropiados en contra de dos hombres y la omisión deliberada de esta información por parte del ex primer ministro al momento de nominarlo para el puesto de Jefe Adjunto del Estado Mayor resultaron en una ola de renuncias por parte de su gabinete y a su eventual dimisión del cargo a pesar de su negativa inicial de hacerse a un lado.
En junio de 2023, un comité de legisladores determinó que  Johnson engañó deliberadamente al Parlamento sobre sus fiestas.

### Retorno al Parlamento y conferencias
Para complementar su salario anual de diputado de 84 144 libras (96 000 euros), Boris Johnson firma en septiembre de 2022 con al menos dos agencias, entre ellas la Premium Speakers Agency, que le permite dar lucrativas charlas. The Times señala que sus expectativas de honorarios son "elevadas" y que "no acepta todas las ofertas". Su primera conferencia, en el Insurance Leadership Forum de Colorado Springs (EE. UU.), pocas semanas después de dejar el cargo de primer ministro, le reportó 150 000 dólares.
En 2023, firmó un acuerdo con la editorial HarperCollins para escribir su autobiografía.

## Miembros del Gabinete británico
Los siguientes fueron miembros del Gabinete de Boris Johnson tras la salida de Theresa May como primera ministra el 24 de julio de 2019:

### Gabinete de Boris Johnson
- Primer ministro, primer lord del Tesoro, ministro para el Servicio Civil y ministro para la Unión: Boris Johnson[51]
- Canciller de la Hacienda: Vacante
- Primer secretario de Estado y 000: Dominic Raab
- Secretaria de Estado para el Departamento de Interior: Priti Patel
- Canciller del Ducado de Lancaster: Michael Gove
- Secretario de Estado para la Salida de la Unión Europea: Stephen Barclay
- Secretario de Estado para la Defensa: Ben Wallace
- Lord Canciller y secretario de Estado para la Justicia: Robert Buckland
- Secretario de Estado para la Salud y la Asistencia Social: Matt Hancock
- Secretaria de Estado para la Empresa, la Energía y la Estrategia Industrial: Alok Sharma
- Secretaria de Estado para el Comercio Internacional y presidenta de la Comisión de Comercio: Liz Truss
- Secretario de Estado para la Educación: Gavin Williamson
- Secretaria de Estado para el Medio Ambiente, la Alimentación y los Asuntos Rurales: George Eustice
- Secretario de Estado para Vivienda, Comunidades y Gobierno Local: Robert Jenrick
- Secretario de Estado para el Transporte: Grant Shapps
- Secretaria de Estado para el Empleo y las Pensiones y ministra para las Mujeres y las Igualdades: Therese Coffey
- Líder de la Cámara de los Lores y lord del Sello Privado: Natalie Evans, baronesa Evans de Bowes Park
- Secretario de Estado para Escocia: Alister Jack
- Secretario de Estado para Gales: Simon Hart
- Secretario de Estado para Irlanda del Norte: Brandon Lewis
- Secretario de Estado para el Desarrollo Internacional: Liz Truss
- Secretaria de Estado para la Cultura, los Medios de Comunicación y el Deporte: Oliver Dowden
- Ministro sin cartera y presidente del Partido Conservador: Amanda Milling

### Atienden el gabinete sin ser miembros plenos
- Secretario jefe del Tesoro: Rishi Sunak
- Líder de la Cámara de los Comunes y lord presidente del Consejo: Jacob Rees-Mogg
- Líder del grupo parlamentario (Chief Whip) y secretario parlamentario del Tesoro: Mark Spencer
- Fiscal general: Geoffrey Cox
- Ministro de Estado para Negocios, Energía y Estrategia Industrial: Kwasi Kwarteng
- Pagador general y ministro para la Oficina del Gabinete: Oliver Dowden
- Ministro de Estado para la Potenciación del Norte: Jake Berry
- Ministra de Estado para la Vivienda y Planificación: Esther McVey
- Ministro de Estado para las Universidades: Jo Johnson
- Ministro de Estado para la Seguridad: Brandon Lewis

## Vida privada
Habiendo nacido en Nueva York y de padres británicos, Johnson tenía la doble nacionalidad británica-estadounidense. En 2014, reconoció que se encontraba disputando una demanda por impuestos sobre las ganancias de capital de las autoridades estadounidenses en una propiedad que heredó en el Reino Unido, que acabó pagando. En febrero de 2015, anunció su intención de renunciar a su nacionalidad estadounidense para demostrar su alianza con el Reino Unido, lo cual acabó haciendo en 2016. Johnson tiene conocimientos de francés, italiano, alemán, español, latín y griego antiguo, con frecuencia usando y aludiendo a referencias clásicas tanto en columnas periodísticas como en sus discursos. Su película favorita es El padrino, debido a "todos los asesinatos retribuidos al final de la película".
En 2007, Johnson admitió haber fumado cannabis cuando asistía a la universidad. También dijo haber usado cocaína.
Johnson fue bautizado como católico y luego fue confirmado en la Iglesia de Inglaterra, pero declaró que "su fe viene y va" y que no practica el cristianismo en serio. El político griego y orador Pericles es su héroe personal. Según su biógrafo personal, Andrew Gimson, según el politeísmo griego y romano: "está claro que [Johnson] está inspirado por los romanos, y mucho más por los griegos, y repudiado por los primeros cristianos". Johnson ve el humanismo secular positivamente y lo ve como más perteneciente al mundo clásico que al pensamiento cristiano.

### Relaciones y matrimonios
En 1987, Johnson se casó con Allegra Mostyn-Owen, hija del historiador de arte William Mostyn-Owen y de la escritora italiana Gaia Servadio. El matrimonio fue anulado en 1993 y doce días después, Johnson se casó con Marina Wheeler, una abogada, hija del periodista y locutor Charles Wheeler y su mujer, Dip Singh. Cinco semanas más tarde, el primer hijo de Wheeler y Johnson nació. Las familias Wheeler y Johnson se conocían desde hacía décadas, y Marina Wheeler asistía a la Escuela Europea, Bruselas, al mismo tiempo que su futuro marido. Tienen cuatro hijos en total: dos mujeres llamadas Lara y Cassia y dos varones, Milo y Theodore.
Entre 2000 y 2004, Johnson tuvo una aventura con la columnista Petronella Wyatt cuando él era editor, lo que resultó en dos abortos asistidos. En abril de 2006, el periódico News of the World alegó que Johnson estaba teniendo una aventura con Anna Fazackerley, periodista de The Guardian. Ninguno de los dos hizo comentarios pero poco después, Johnson empleó a Fazackerley.
En 2009, Johnson tuvo una hija con Helen MacIntyre, una consultora de arte. En 2013, la Corte de Apelaciones rechazó prohibir que se hablara de la existencia de su hija en los medios. El juez argumentó que el público tenía derecho a saber sobre el comportamiento "temerario" de Johnson. Johnson no ha hablado de cuántos hijos tiene en total.
En septiembre de 2018, Johnson y Wheeler declararon que se divorciaban tras 25 años de matrimonio en un comunicado y que vivían separados "desde hacía varios meses". Llegaron a un acuerdo económico en febrero de 2020.
En 2019, Johnson estaba viviendo con Carrie Symonds, hija de Matthew Symonds y nieta de John Beavan, barón Ardwick y cofundador del periódico The Independent, y de Josephine McAfee, una jueza. Symonds trabajaba para el Partido Conservador desde 2009 y trabajó en la campaña de Johnson en 2012 para ser reelegido alcalde. El 29 de febrero de 2020, Johnson y Symonds anunciaron su compromiso y que Symonds estaba esperando un hijo de Johnson. Su hijo, Wilfred Lawrie Nicholas Johnson, nació en Londres, en la madrugada del 29 de abril de 2020.
El 29 de mayo de 2021 Johnson se casó con Carrie Symonds en una ceremonia privada en la Catedral de Westminster. El 31 de julio de 2021 anunciaron que estaban esperando su segundo hijo juntos. El 9 de diciembre de 2021 anunciaron el nacimiento de su hija, un hijo llamado Frank nacido en julio de 2023 y recientemente dieron la bienvenida a su hija Poppy en mayo de 2025, por el cual suman 9 hijos en total que tiene Johnson y con su actual esposa 4.